# Cambarus bartonii
Cambarus bartonii е вид ракообразно от семейство Cambaridae. Видът не е застрашен от изчезване.

## Разпространение
Разпространен е в Канада (Квебек, Ню Брънзуик и Онтарио) и САЩ (Алабама, Вашингтон, Вирджиния, Върмонт, Делауеър, Джорджия, Западна Вирджиния, Кентъки, Кънектикът, Масачузетс, Мейн, Мериленд, Ню Джърси, Ню Йорк, Охайо, Пенсилвания, Род Айлънд, Северна Каролина, Тенеси и Южна Каролина).

## Описание
Популацията на вида е стабилна.